# 薩溫卡
51°3′17″N 31°2′51″E / 51.05472°N 31.04750°E
薩溫卡（烏克蘭語：Савинка），是烏克蘭北部的村莊，隸屬切爾尼希夫州的切爾尼希夫區。該村始建於1666年，面積1.13平方公里，海拔高度111米，2001年人口196，人口密度每平方公里173.8人。